# Сабріна (співачка)
Сабріна (грец. Σαμπρίνα; нар. 29 вересня 1969 року, справжнє ім'я Александра-Сабріна Церкану, грец. Αλεξάνδρα-Σαμπρίνα Τσερκάνου) — Булавайо, Родезія) — грецька співачка.

## Біографія
Сабріна народилися 29 вересня 1969 року у Булавайо. В дитинстві вивчала гру на піаніно та вокал. У 1992 році вийшов перший альбом співачки "Στην αγκαλιά μου έλα". Сабріна проявила свої композиторські здібності в наступних альбомах ("Ελεύθερη" (1993) та "Εγώ θα είμαι εδώ" (1994)). Співачка також виконує традиційну грецьку музику (альбом "Η αγάπη ποτέ δεν πεθαίνει" (2006)).

## Дискографія

### Альбом
- 1992 — Στην Αγκαλιά Μου Έλα
- 1993 — Ελεύθερη
- 1994 — Εγώ Θα Είμαι Εδώ
- 1995 — Στις Γειτονιές Του Φεγγαριού
- 1996 — Φεγγάρια Καθρέφτες
- 1997 — Επικίνδυνο Παιχνίδι
- 1998 — Υποψίες
- 2000 — Boom Boom
- 2002 — Breakfast Time
- 2003 — Αγόρι Μου
- 2003 — Camera
- 2004 — Σε Βλέπω
- 2006 — Η Αγάπη Ποτέ Δεν Πεθαίνει
- 2007 — Υπερπαραγωγή

### Збірник альбомів
- 1988 — Χτυποκάρδια του '60

### Сингли
- 2013 — Απομυθοποιείσαι
- 2016 — Τι Τραβάμε Κι Εμείς Οι Χορεύτριες

### Дует
- 1996 — «Φώνες» (разом з Костас Харітодіпломенос)
- 1997 — «Δεν Μπορώ» (з Стаматіс Гонідіс)
- 2002 — «Θα 'Θελα Να Ήμουνα Τραγούδι» (разом з Дімос Беке)
- 2007 — «'Έχουν Σκάσει Απ'Τη Ζήλεια» (разом з Петрос Імвріос)
- 2017 — «Ότι Θες Με Κανείς» (з Стафіс Кіос)
- 2021 — «Σ' Έχω Ερωτευτεί» (разом з Костас Харітодіпломенос)